# مزرعه حسین‌آباد علیا
مزرعه حسین‌آباد علیا یک منطقهٔ مسکونی در ایران است که در بخش کمره واقع شده‌است.